# КрАЗ-256Б
КрАЗ-256Б (англ. KrAZ-256B) — радянський і український важкий кар'єрний самоскид з колісною формулою 6×4, що випускався серійно Кременчуцьким автомобільним заводом з 1966 по 1994 роки. Призначений для експлуатації на дорогах першої і другої категорій, що допускають осьове навантаження до 10 тонн, а також для роботи у кар'єрах.

## Створення КрАЗ-256[1]
Станом на жовтень 1961 року, КрАЗ-256 — це модернізований КрАЗ-222. Модернізація полягала у встановленні двигуна 8-циліндрового ЯМЗ-238 потужністю 240 к.с. при 2100 об/хв. та максимальному крутному моменті 90 кгм. Застосування цього двигуна, а також роздавальної коробки типу КрАЗ-219, у якої змінено передавальне співвідношення одної пари шестерень у додатковій коробці передач, дозволило підвищити швидкість руху з 47 до 62 км/год та збільшити тягові якості автомобіля приблизно на 4—5 %. Нова задня підвіска, новий глушник. У систему випуску відпрацьованих газів вбудоване моторне гальмо, яке забезпечує більш безпечний рух у гірських умовах. Встановлена установка відсмоктування пилу з повітряного фільтру двигуна, яка працює за принципом інжекції струменя відпрацьованих газів. Кінець відсмоктувальної трубки приєднаний до випускної труби за глушником, і в ній розміщений дифузор. Це дало змогу використовувати більш чисте повітря для двигуна та збільшити строк його служби. Передня підвіска забезпечена двома телескопічними амортизаторами. Самоскид обладнаний новим підйомним механізмом. Також передбачені дві платформи, суцільнометалеві, зварні, ковшового типу, взаємозамінні. Для перевезення легких порід ґрунту — полегшена, для транспортування скелястих і важких — посилена. Маса автомобіля зменшилася на 640 кг порівняно з КрАЗ-222. Вантажопідйомність без змін — 10 т. Початок серійного виробництва передбачався на 1962—1963 рр.

## Опис конструкції
Автомобіль має п'ятиступінчасту механічну коробку передач, роздавальна коробка — двоступінчаста, з міжосьовим блокується диференціалом.
Кабіна — тримісна, розташована за двигуном, сидіння водія — підресорене, регулюється по вазі водія, довжині, висоті і нахилу спинки.
Кузов — ковшового типу з розвантаженням назад, гідравлічний, двоциліндровий, діє на платформу через важільно-балансирну систему. Насос — шестеренний, мод. КрАЗ-222Б; робочий тиск — 34 кгс/см кв. Об'єм гідросистеми — 70 л.
Підвіска — передня, на двох напівеліптичних ресорах з амортизаторами, кінці ресор встановлені в гумових опорних подушках. Задня — балансирна на двох напівеліптичних ресорах із шістьма реактивними штангами, кінці ресор — що ковзають.
Робоча гальмівна система — з барабанними механізмами (діаметр 440 мм, ширина накладок передніх гальмівних механізмів — 90, задніх — 140 мм, розтиск — кулачковий із застосуванням гальмівних циліндрів двоконтурним пневматичним приводом (один контур на передній і середній мости, другий — на задній міст). Гальмо стоянки — трансмісійне, барабанне, з внутрішніми і зовнішніми колодками та механічним приводом. Встановлене на вихідному валу роздавальної коробки і діє на задній міст .
Додаткове обладнання: пусковий підігрівник двигуна.

## Технічні характеристики КрАЗ-256Б
- Колісна формула — 6×4;
- Вагові параметри і навантаження:
  - Споряджена маса — 10850 кг;
  - Вантажопідйомність — 12500 кг;
  - Повна маса — 23515 кг.
- Двигун:
  - Модель — ЯМЗ-238;
  - Тип — дизельний з турбонаддувом;
  - Потужність — 240 кВт (к.с);
  - Розташування та кількість циліндрів — V-подібне, 8;
  - Робочий об'єм — 14,86 л.
- Коробка передач:
  - Тип — механічна, п'ятиступінчаста.
- Кабіна:
  - Тип — за двигуном, з дерев'яним каркасом і металевою обшивкою;
  - Виконання — без спального місця.
- Колеса і шини:
  - Тип коліс — дискові;
  - Тип шин — пневматичні, камерні;
  - Розмір шин — 12.00R20 (320R508).
- Самоскидна платформа:
  - Обсяг платформи — 6,0 м³;
  - Кут підйому платформи — 60 град;
  - Напрямок розвантаження — назад.
- Загальні характеристики:
  - Максимальна швидкість — 68 км/год;
  - Кут подолання підйому — 32 %;
  - Зовнішній габаритний радіус повороту — 13 м.

## Модифікації
- КрАЗ-256Б — базова модель, самоскид вантажопідйомністю 12 тонн (1966—1977).
- КрАЗ-256Б1 — модернізована версія КрАЗ-256Б із покращеними гальмами, самоскид вантажопідйомністю 12 тонн (1977—1994).
- BelAZ-256B (БілАЗ-256Б) — експортна модифікація КрАЗ-256Б, усього виготовлено 450 автомобілів (1967—1984).
- КрАЗ-256БМ (БілАЗ-256БМ) — експортна модифікація КрАЗ-256Б із фарами на бампері, заводський індекс КрАЗ-650406 (1966—1977).
- КрАЗ-256Б1С — модифікація для роботи на півночі.
- КрАЗ-256Б1-030 — це спеціальна модифікація, виготовлена в 1986 році в кількості 18 примірників, у експериментальному цеху КрАЗу для ліквідації наслідків аварії на ЧАЕС. Кабіна самоскида була замінена одномісною свинцевою капсулою зі спеціальною вентиляційною системою для водія, так само відрізнявся посиленим і збільшеним по висоті кузовом.

## Оцінка проекту
КрАЗ-256Б/256Б1 був дуже необхідним у народному господарстві самоскидом і був єдиним виробленим у своєму класі в СРСР. Цим і пояснюється його таке довге виробництво. Головними його перевагами були простота конструкції та вдалий дизельний двигун ЯМЗ-238. Самоскиди цієї моделі застосовувалися в цивільному і у військовому будівництвах. Значна кількість йшла на експорт, у тому числі і до Великої Британії.
Проте застаріла конструкція автомобіля давала про себе знати. Фактично самоскиди цієї моделі брали початок у ярославських вантажівок, які розроблялися в кінці 40-х. Звідси і недовговічна деревометалева кабіна, органи керування, що вимагають великої фізичної сили, масивна рама з прокатних швелерів. Щоб виявити недоліки вітчизняного самоскида, досить було порівняти його із зарубіжними аналогами, що поставлялися в СРСР: чехословацькими «Татрами» і західно-німецькими «Магірус-Дойц». Причому останні навіть у Європі не відрізнялися передовими рішеннями, крім, мабуть, дизеля з повітряним охолодженням. КрАЗ-256Б/256Б1 фактично були тимчасовим заходом, оскільки завод ще з початку 60-х розробляв абсолютно нове покоління важких вантажних автомобілів, у тому числі і самоскидів. Нова модель самоскида КрАЗ-251 повинна була прийти на зміну 256-ї ще в першій половині 70-х, однак початок виробництва нового покоління вантажівок КрАЗ постійно відкладався і окремі моделі з цього сімейства вдалося запустити у виробництво лише в кінці 70-х. Початок виробництва нового самоскида, здатного замінити КрАЗ-256Б/256Б1, почався лише в кінці 80-х.

## КрАЗ-256Б у кіно
- Міміно
- Прощальна гастроль «Артиста»

## В ігровій та сувенірній індустрії
Масштабна модель автомобіля КрАЗ-256Б випускається майстернями «Студія КАН» (Краснодар), «Кіммерія» (Херсон), «Дамір» (Казань).

## Цікаві факти
- Самоскид КрАЗ-256Б експортувався більш ніж у 40 країн світу;
- У даного автомобіля не було місця для кріплення запасного колеса.

## Галерея

КрАЗ-256
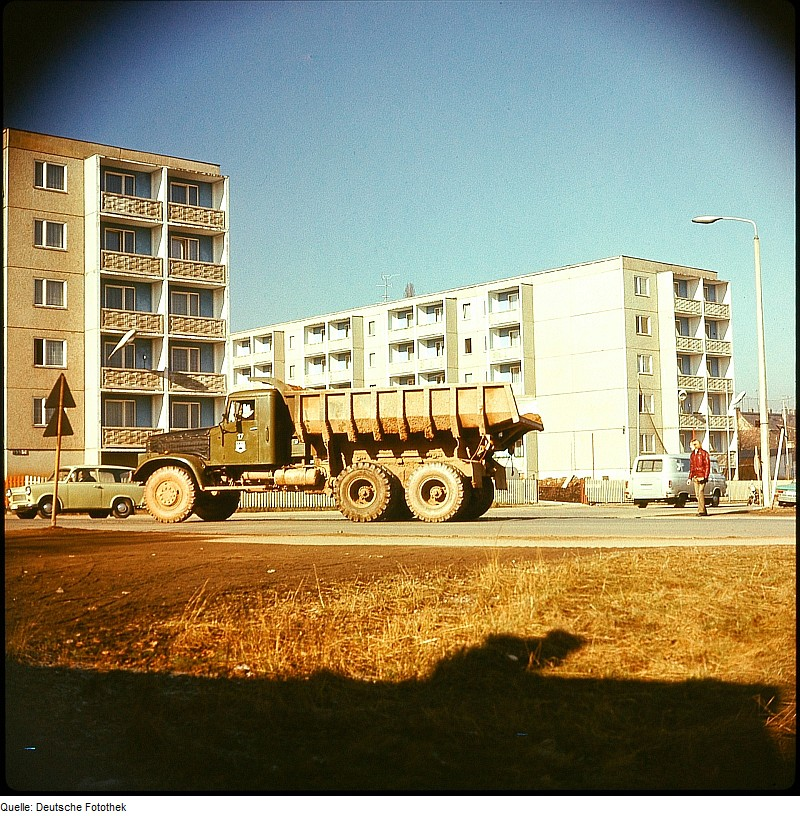
КрАЗ-256Б, Хемніц (1975)
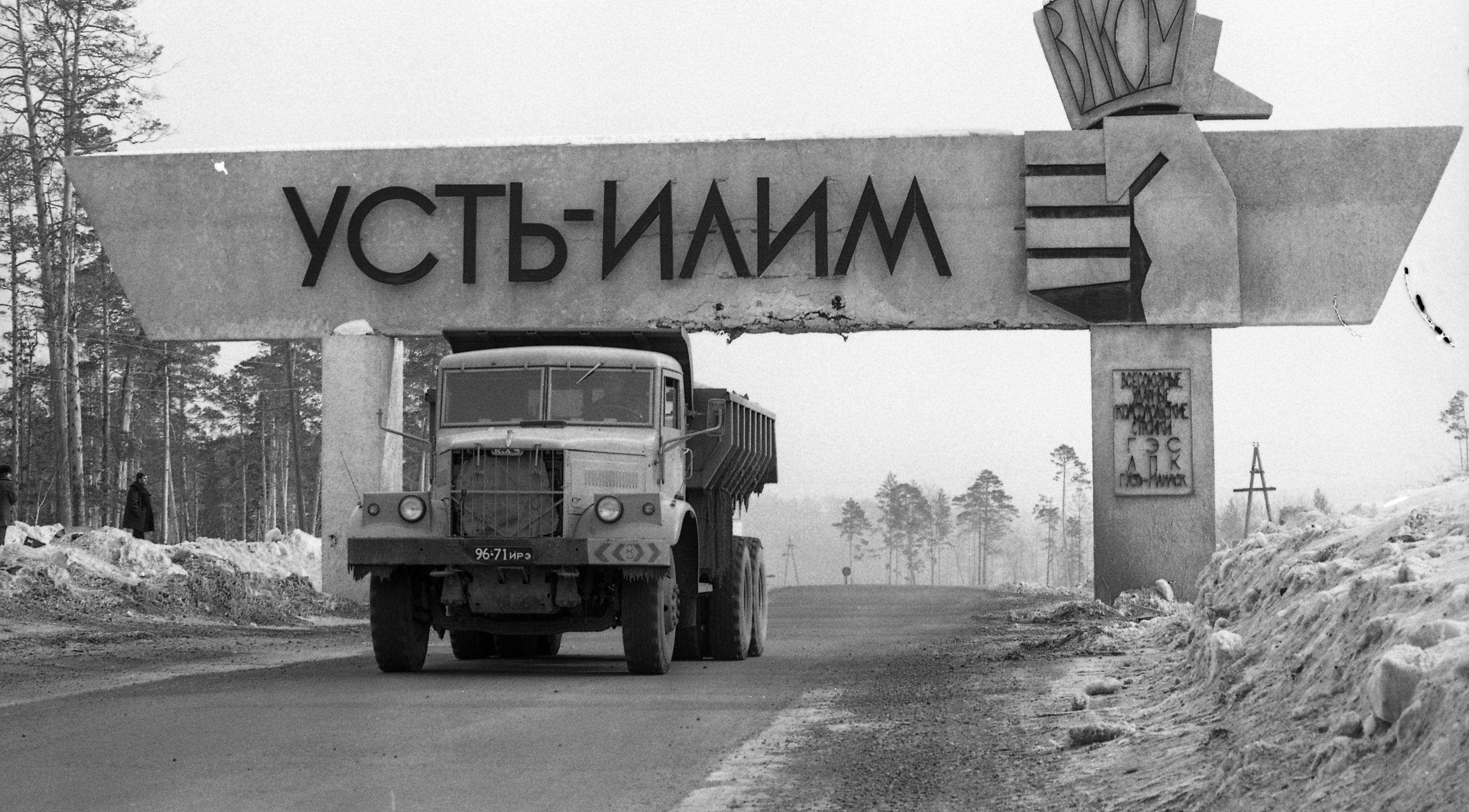
КрАЗ-256Б, Усть-Ілімськ (1977)
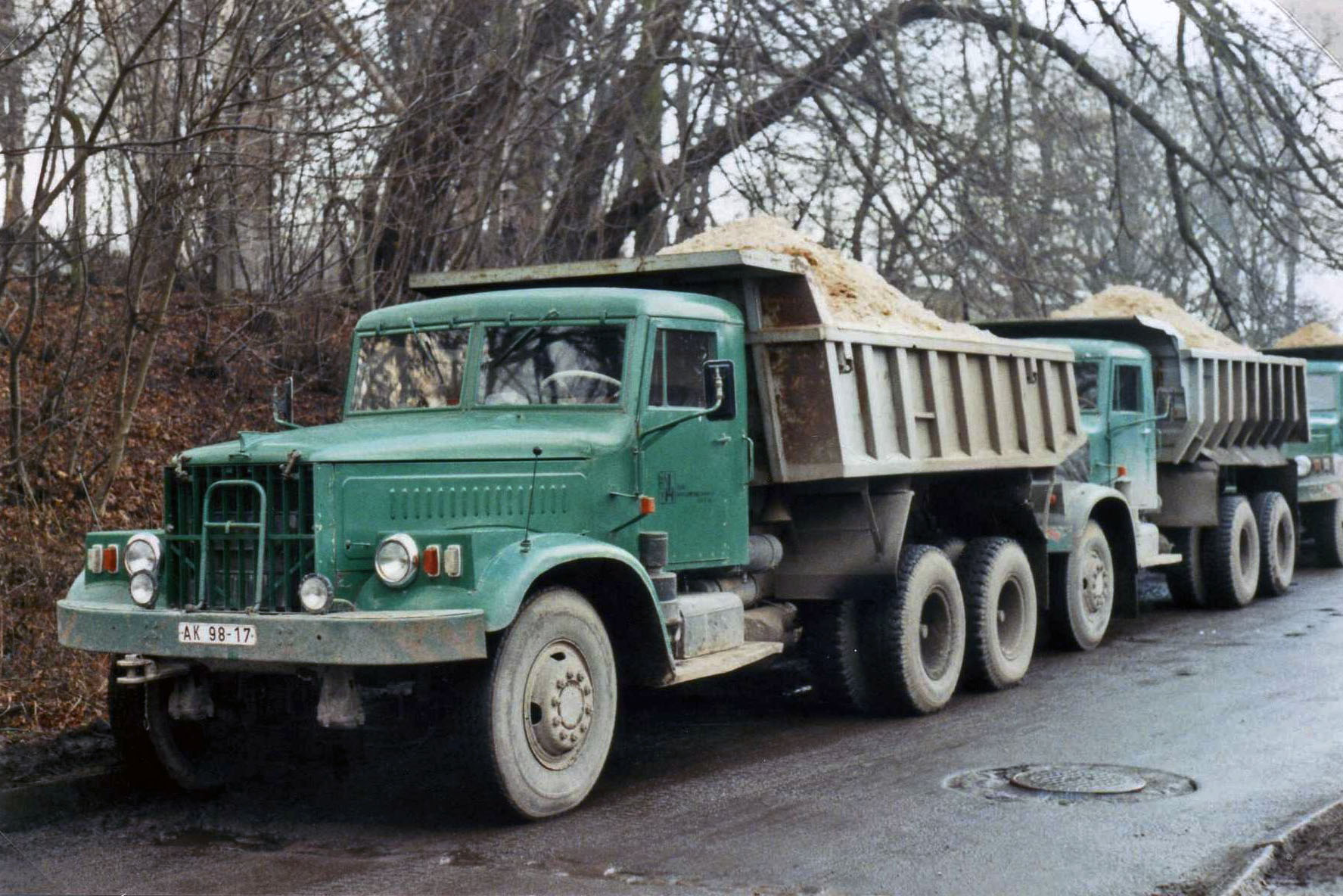
КрАЗ-256Б, Путбус (1990)
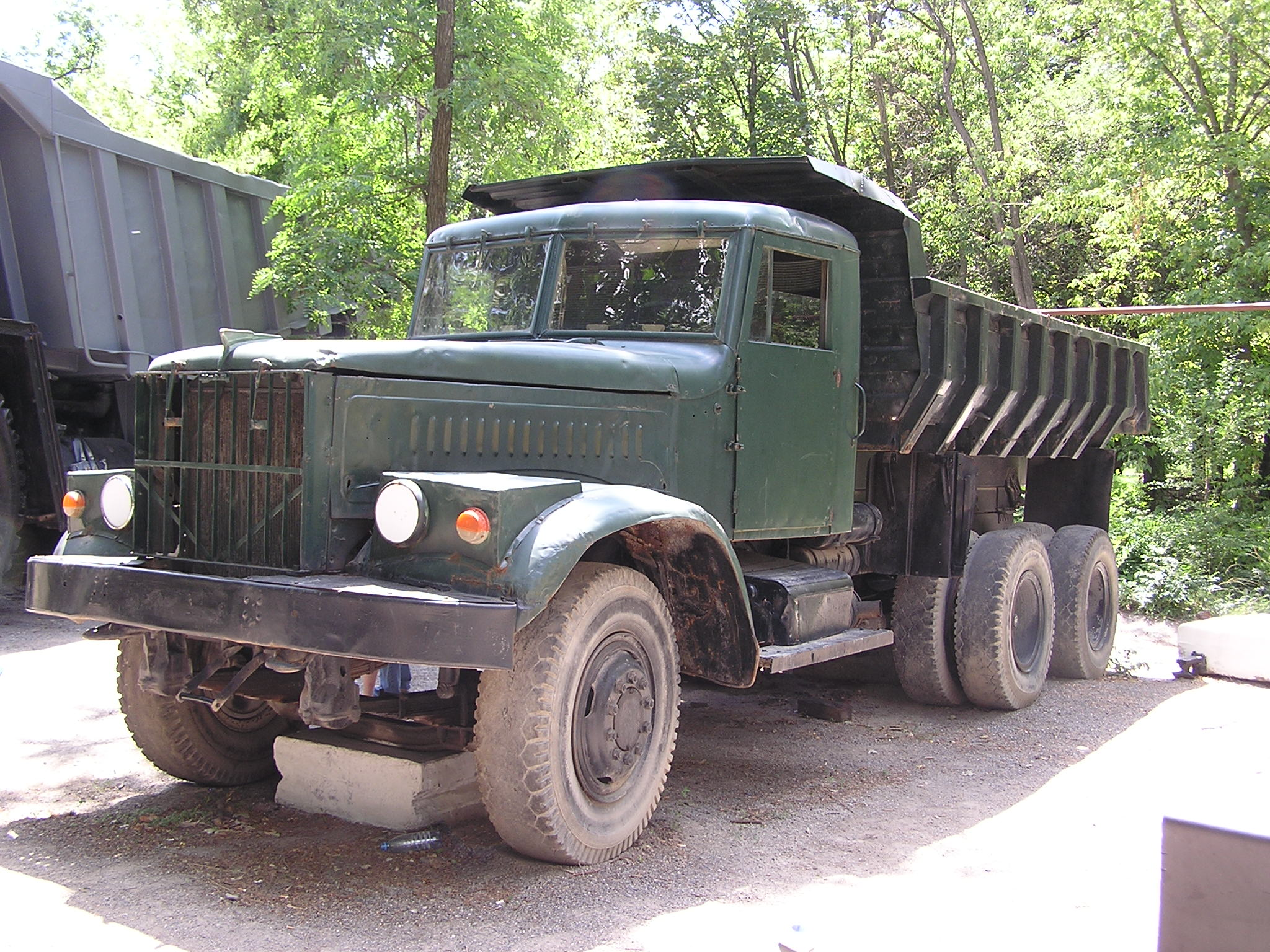
Самосвал КрАЗ-256Б1, Докучаєвськ (2008)
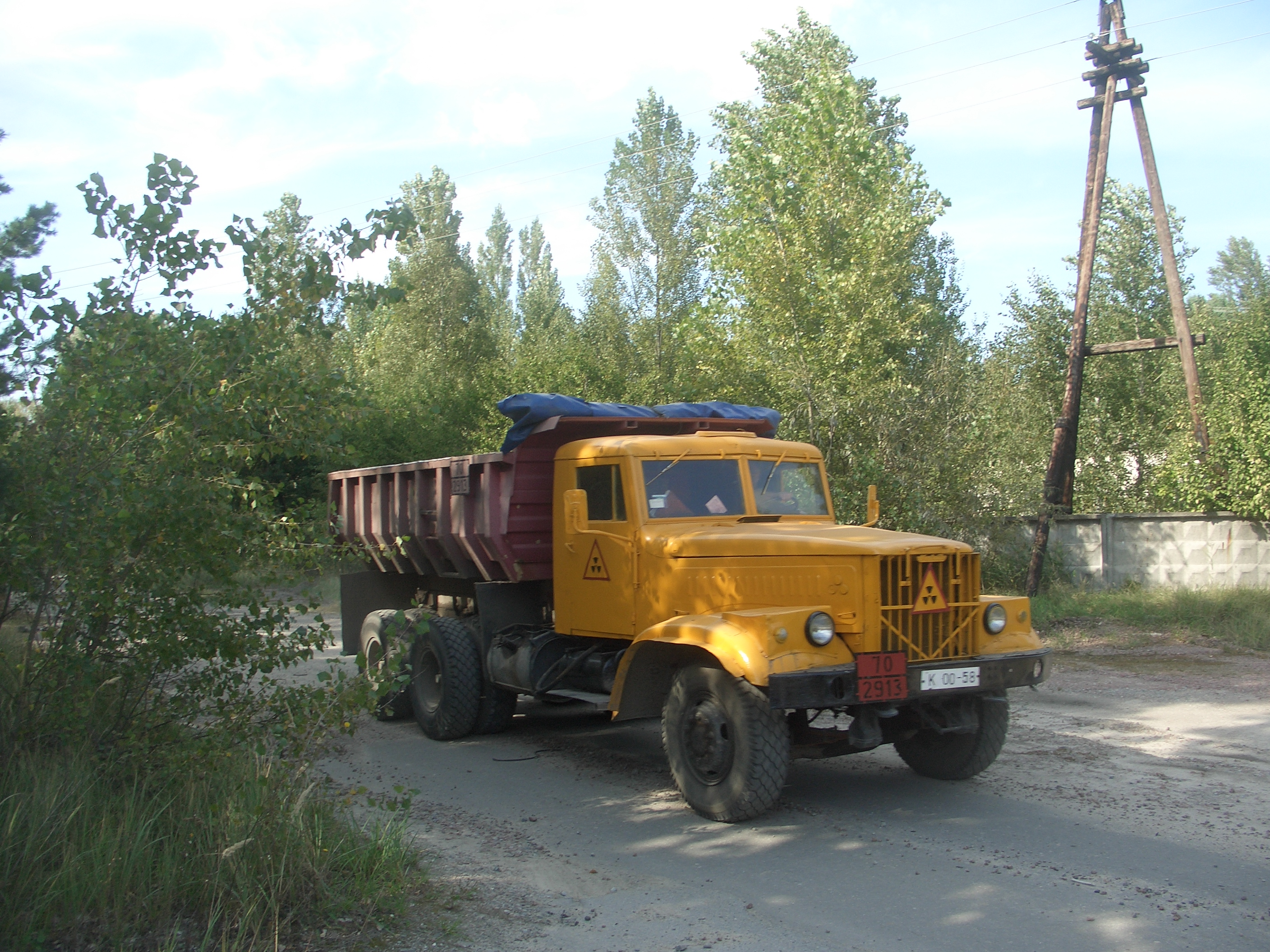
КрАЗ-256Б1, Чорнобильська зона відчуження (2010)
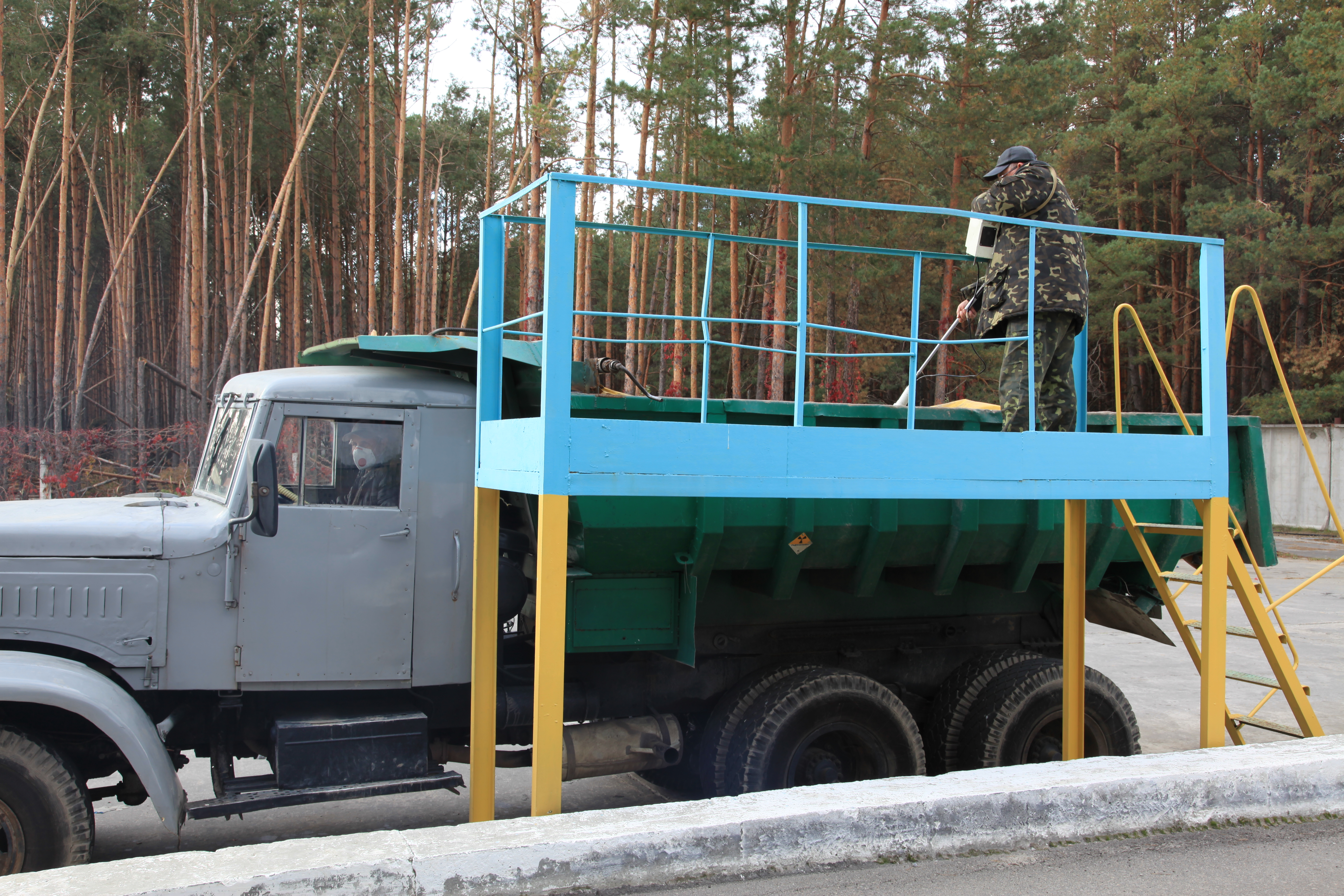
КрАЗ-256Б1, Чорнобильська зона відчуження (2010)
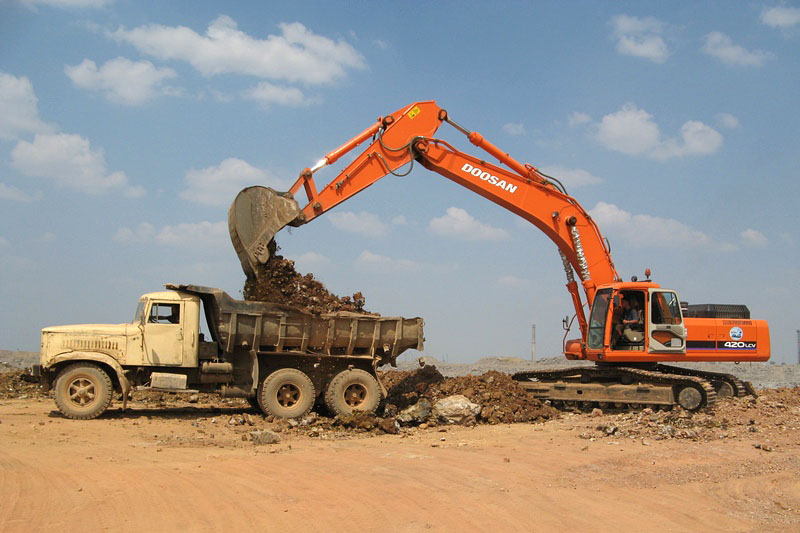
КрАЗ-256Б1, Казахстан (2010)
КрАЗ-256Б1, Дніпропетровськ (2013)